# ويليام دوسن (سياسي أمريكي)
ويليام دوسن (بالإنجليزية: William Dawson)‏ هو مصرفي وسياسي أمريكي، ولد في 1 أكتوبر 1825 في مقاطعة كافان في جمهورية أيرلندا، وتوفي في 19 فبراير 1901. انتخب Mayor of Saint Paul, Minnesota ‏.